# Strangers No More
Pour plus de détails, voir Fiche technique et Distribution.
Strangers No More est un court métrage documentaire sur une école à Tel Aviv où les enfants de quarante-huit pays différents et d'horizons divers se réunissent pour étudier. 

## Synopsis
Le film suit trois étudiants dans leur lutte pour s'acclimater à la vie en Israël et lentement dévoiler leurs difficultés. Le film a été tourné à l'école Bialik-Rogozin à Tel Aviv. Il est produit et réalisé par Karen Goodman et Kirk Simon de Simon & Goodman Picture Company.

## Fiche technique
- Titre : Strangers No More
- Réalisation : Karen Goodman et Kirk Simon
- Musique : Wendy Blackstone
- Photographie : Buddy Squires
- Montage : Nancy Baker
- Production : Karen Goodman et Kirk Simon
- Société de production : Simon and Goodman Pictures
- Pays :  États-Unis et  Israël
- Genre : Documentaire
- Durée : 40 minutes
- Dates de sortie : 
  -  États-Unis : 24 septembre 2010 (Los Angeles)

## Distinctions
Le film reçoit l'Oscar du meilleur court-métrage documentaire lors de la 83e cérémonie des Oscars en 2011.